# GRES Estação Primeira de Mangueira
El Grêmio Recreativo Escola de Samba Estação Primeira de Mangueira (o simplemente Estação Primeira de Mangueira) es una tradicional escuela de samba de la ciudad de Río de Janeiro, Brasil, que tiene como símbolo los colores verde y rosa, fundada el 28 de abril de 1928, en el Morro da Mangueira, cercano a la región de Maracanã, por los sambistas Carlos Cachaça, Cartola, Zé Espinguela, Tia Tomásia e Tia Fé, entre otros. Su sede está ubicada en la rúa Visconde de Niterói, en el barrio del mismo nombre. Carlos Cachaça, en una entrevista para el Museo de Imagen y Sonido señala que la Estação Primeira fue fundada dentro del jardín de Omolocô (Umbanda) de Tia Fé quien fundó el Rancho Pérolas do Egito.
La Estação Primeira de Mangueira es la segunda mayor campeona del carnaval de Río de Janeiro,  con 20 conquistas (1932, 1933, 1934, 1940, 1949, 1950, 1954, 1960, 1961, 1967, 1968, 1973, 1984 (campeona y supercampeona), 1986, 1987, 1998, 2002, 2016 y 2019). La Verde y Rosa también fue vicecampeona del carnaval carioca en 19 ocasiones (1935, 1936, 1939, 1941, 1943, 1944, 1945, 1946, 1947, 1955, 1963, 1966, 1969, 1972, 1975, 1976, 1978, 1988 y 2003).
Mangueira fue la primera escuela que creó el Ala de Compositores, fundada el 20 de enero de 1939 por iniciativa de Angenor de Oliveira, el Mestre Cartola. Em 1972, Leci Brandão y Verinha fueron admitidas en el Ala, son las dos primeras mujeres en ingresar a ella. Mantiene, desde su fundación, una única marcación, con el surdo de primeira, en su batería. Marcelino Claudino, "Maçu", introdujo las figuras del mestre-sala y de la porta-bandeira en el Carnaval. En el símbolo de la escuela, el surdo representa la referencia para el orixá Oxóssi, patrón de la agremiación; las ramas de mangueira, la conexión con los ancestros; las estrellas, las victorias; la corona, la conexión del surgimiento del barrio con el Palacio Imperial de la Quinta de Boa Vista y la Hacienda Real de Santa Cruz; por último, las joyas de la corona en forma de diamante representan las "Folias de Reis".
La escuela ganó un "supercampeonato", exclusivo, ofrecido en 1983 en la inauguración del Sambódromo. La "Verde-e-Rosa" fue la campeona del lunes de carnaval y Portela del domingo. Ocho escuelas fueron para el sábado de campeonas a disputar el Supercampeonato y Mangueira fue aclamada "Supercampeona" con un desfile memorable en el que la escuela, al llegar a la Praça da Apoteose, regresó por la avenida arrastrando a una multitud de juerguistas.
Una de las figuras más emblemáticas de Mangueira es el sambista Jamelão, que fue el intérprete oficial de la escuela desde 1949 hasta 2006, y que se convirtió en una verdadera autoridad de la samba carioca, con su gesto malhumorado y su voz potente, el mejor intérprete de samba-enredo de todos los tiempos.
Luego de su asociación con Xerox do Brasil y Petrobras, en la década de 1990, Mangueira también construyó una Villa Olímpica y empezó a disputar campeonatos deportivos, principalmente en atletismo y Basquet, donde disputó el Campeonato Brasileiro de Basquete Feminino.